# Грейсон (округ, Техас)
Шаблон:StateAbbr_ 33°37′ пн. ш. 96°41′ зх. д. / 33.62° пн. ш. 96.68° зх. д.
Округ Грейсон (англ. Grayson County) — округ у штаті Техас, США, адміністративний центр округу є місто Шерман. Ідентифікатор округу 48181.

## Історія
Округ утворений 1846 року.

## Демографія
За даними перепису 2000 року загальне населення округу становило 110595 осіб, зокрема міського населення було 59799, а сільського — 50796. Серед мешканців округу чоловіків було 53579, а жінок — 57016. В окрузі було 42849 домогосподарств, 30191 родин, які мешкали в 48315 будинках. Середній розмір родини становив 3.
Віковий розподіл населення поданий у таблиці:
| Стать    | До 15 років | 15-21 | 22-29 | 30-39 | 40-49 | 50-65 | 65-85 | Понад 85 |
| -------- | ----------- | ----- | ----- | ----- | ----- | ----- | ----- | -------- |
| Чоловіки | 11720       | 5834  | 5242  | 7575  | 8077  | 8442  | 6070  | 619      |
| Жінки    | 11244       | 5688  | 5126  | 7563  | 8271  | 9093  | 8408  | 1623     |

## Суміжні округи
- Маршалл, Оклахома — північ
- Браян, Оклахома — північний схід
- Фаннін — схід
- Коллін — південь
- Дентон — південний захід
- Кук — захід
- Лав, Оклахома — північний захід